# Прощавай, зброє (роман)
«Прощавай, зброє»  (англ. A Farewell to Arms) — роман американського письменника Ернеста Гемінґвея, що побачив світ 1929 року. Тема твору — кохання під час трагічних подій Першої світової війни. Роман багато в чому є автобіографічним, адже Гемінґвей служив на італійському фронті, був поранений і лікувався в госпіталі в Мілані, де у нього був роман з медсестрою.

## Сюжет
Американський архітектор Фредерік Генрі потрапляє добровольцем в італійську армію (що воює проти Австро-Угорщини) на фронт Першої світової війни. Він служить командиром транспортного відділення санітарної частини в званні лейтенанта.
Все, що побачив Генрі на передовій, змінює його ставлення до війни. Його ставлення до життя також змінюється після того, як він вперше в житті закохується — в англійку Кетрін Барклі, з якою його познайомив його друг Рінальді. Під час бою Фредерік отримує поранення в коліно і потрапляє до госпіталю, де за ним доглядає Кетрін.
Зрештою, після серії поразок союзницьких армій і відступу Генрі дезертирує з армії, щоб не стати жертвою безглуздих звинувачень італійської польової жандармерії в шпигунстві через свій американський акцент. Він разом із коханою нелегально тікає до Швейцарії, де, як їм здається, знаходиться порятунок від жорстокості світу і безглуздих вбивств. Там вони знаходять спокій і притулок від жахів війни.
Але омріяне щастя виявляється недовгим — Кетрін Берклі, яка ще в Італії завагітніла від Фредеріка, помирає від пологового ускладнення у швейцарському госпіталі. Їхній хлопчик народився мертвим.
Роман закінчується тим, що Фредерік попрощавшись із тілом коханої, прямує до готелю.

## Персонажі

### Основні
- Фредерік Генрі — американський доброволець в італійській армії, лейтенант, головний герой;

- Міс Кетрін Барклі — кохана Генрі, шотландка, що працює медсестрою в італійській армії;
- Лейтенант Рінальді — італійський військовий хірург;
- Молодий священник — друг Генрі;
- Гелен Ферґюсон — медсестра, колега та подруга Кетрін;

### Другорядні
- Манера — водій санітарної машини в підпорядкуванні Генрі;
- Пассіні — водій санітарної машини в підпорядкуванні Генрі;
- Ґавуцці — водій санітарної машини в підпорядкуванні Генрі;
- Ґордіні — водій санітарної машини в підпорядкуванні Генрі;
- Бонелло — водій санітарної машини в підпорядкуванні Генрі;
- Луїджі Піані — водій санітарної машини в підпорядкуванні Генрі;
- Бартоломео Аймо — водій санітарної машини в підпорядкуванні Генрі;
- Жоржетті — сусід Генрі у санітарному вагоні;
- Місіс Вокер — медсестра в американському госпіталі в Мілані;
- Міс Ґейдж — медсестра в американському госпіталі в Мілані;
- Міс Ван Кемпен — завідувачка американського госпіталю в Мілані;
- Лікар Варелла — міланський хірург у чині капітана;
- Лікар Валентіні — інший міланський хірург у чині майора;
- Матрдотель Жорж — кельнер в закладі «Ґран Італія»;
- Старий Меєрс — знайомий Генрі, що займається ставками на кінних перегонах;
- Місіс Меєрс — дружина містера Меєрса;
- Етторе Моретті — італієць з Сан-Франциско, що служить в італійській армії;
- Кровел Роджерс — солдат поранений в очі від вибуху снаряду;
- Ральф Сіммонс (Енріко Дель Кредо) — співак-невдаха;
- Едґар Сандерс — другий тенор;
- Мак-Адамс — віце-консул;
- Граф Ґреффі — знайомий Генрі, 94-х річний дипломат, що грає в більярд;
- Пані Ґуттінґен — співвласниця швейцарського будиночку де живе Генрі з Кетрін;
- Пан Ґуттінґен — чоловік пані Ґуттінґен, співвласник будиночку;

## Історія створення та публікації
У написанні роману Ернст Гемінґвей надихався власним життєвим досвідом. Він служив водієм санітарної машини під егідою Червоного хреста на італійському фронті Першої світової війни, а також був поранений в коліно. Натхненням до Кетрін Барклі послужила медсестра Агнес фон Куровскі, що лікувала пораненого Гемінґвея, однак їх роман, на відміну від книги, не склався.

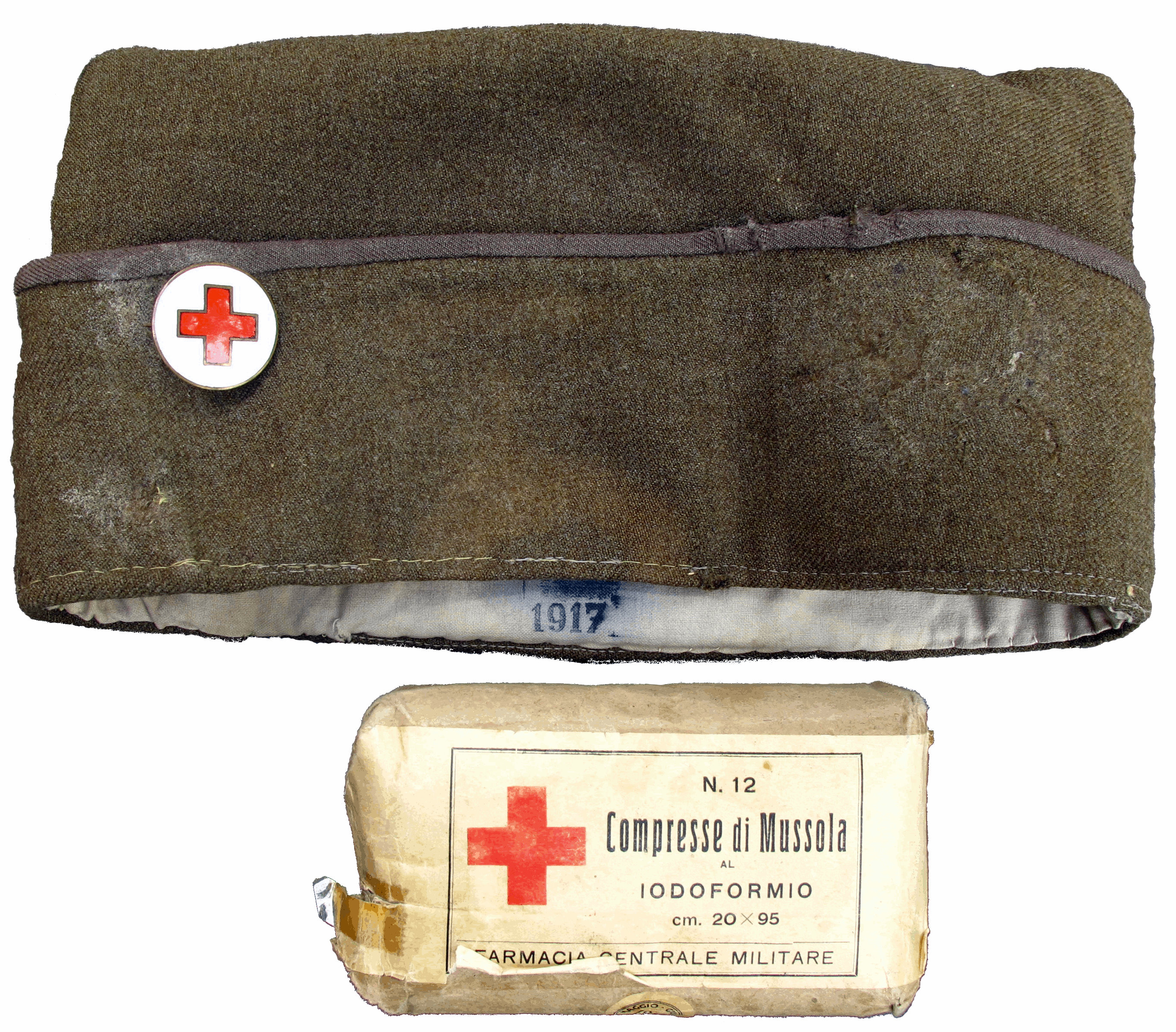
Пілотка медбрата, що належала Гемінґвею.

За словами автора, писати цей твір він почав зимою напочатку 1928 року і вже у вересні завершив перший чорновий варіант. Однак згодом, протягом осені та наступної зими він переписав чорновик і готову до публікації книгу закінчив весною 1929 року в Парижі. У передмові до видання 1948 року, він пише, що окрім Парижу, над цим романом він також працював у таких містах: Кі-Вест (Флорида), Піґґоті (Арканзас), Канзас-Сіті (Міссурі), Шеридан (Вайомінґ) та закінчив перший чорновий варіант біля Біґ-Горну (Вайомінг). Довгий час він змінював закінчення роману, в інтерв'ю 1958 року автор сказав, що 39 разів переписував фінал, перш ніж залишився задоволеним. Однак у 2012 році на основі збережених рукописів внук письменника Шон Гемінґвей підготував повне літературознавче видання роману, куди потрапило 47 виявлених ним закінчень твору.
Вперше роман було опубліковано частинами, з травня по жовтень 1929 року в журналі «Scribner's Magazine», за унікальну можливість публікації видавці заплатили автору 16 000 доларів, що є найбільшою сумою, яку цей журнал комусь платив протягом своєї історії. Окремою книгою роман було видано у вересні 1929 накладом в 31 000 примірників, перші 500 з яких Гемінґвей сам підписав. За перший рік з додруком накладу було продано близько 100 000 примірників.

### Цензура
Редактори журналу, де спершу частинами виходив роман, побоюючись реакції громадськості та рекламодавців цензурували ненормативну лексику замінюючи слова на тире, або більш м'які аналоги. Незаважаючи на це у червні 1929 року місцева влада Бостону наклала заборону на поширення журналу «Scribner's Magazine», причиною було названо зображення порнографічних сцен дошлюбних стосунків та інші неприйнятні матеріали. У публікації роману окремою книгою у вересні 1929 було повернуто частину вилучених раніше фрагментів оригіналу, але до деяких нецензурних виразів і далі застосовувались тире. Ще жорстокішою було британське видання книги у тому ж 1929 році, де редактори вилучали навіть частини діалогів.
Одразу з моменту публікації твір було заборонено у фашистській Італії. Владі неподобалося зображення ганебного відступу італійської армії після програшу в битві при Капоретто Першої світової, а також загальний пацифіський тон твору. Окрім того, як одна з неофіційних причин називається особиста неприязнь Беніто Муссоліні до Ернеста Гемінґвея, які були знайомі, оскільки останній брав у дуче інтерв'ю в 1923 році, а потім висміяв всю його політику та режим. Незважаючи на заборону у 1943 році письменниця та журналістка Фернанда Півано підпільно переклала роман італійською, за що була заарештована. Заборону в країні було скасовано лише 1948 року.
Також твір був серед спалених у 1933 році нацистами книг в Третьому Райху, з відповідною подальшою забороною в країні, а також у 1939 році заборонений в Ірландії. У 1974 твір було заборонено в шкільних бібліотеках округу Даллас, штат Техас, а в 1980 аналогічно в бібліотеках міста Верона, штат Нью-Йорк, за сексуальні сцени.

## У масовій культурі

### Екранізації
- 1932 — американський фільм Френка Борзейгі;
- 1957 — американський фільм Чарльза ВідораІ;

### Інше
- У грі Grand Theft Auto: Vice City Stories останнє завдання персонажа Гонсалеса має назву «Прощавай, зброє»;

- У 51 епізоді серіалу Південний парк лікар, який діагностує дітей із розладом дефіциту уваги, читає їм цю книгу як частину іспиту;

## Переклади українською
- Ернест Хемінгуей. Прощавай, зброє. Старий і море. Пер. з англ. В. Митрофанов. Київ: «Дніпро». Серія Вершини світового письменства, том 17. — 1974. — 576 стор.
- Ернест Гемінґвей. Прощавай, зброє / пер.з англ. Віктора Морозова ; іл. Творчої майстерні «Аґрафка». — Львів : Видавництво Старого Лева, 2018. — 424с.